# Allergen immunterapi
Allergen immunterapi (AIT), tidigare hyposensibilisering och specifik immunterapi, är en metod för att förebygga uppkomst av symtom vid IgE-förmedlade allergiska sjukdomar genom att minska känsligheten för allergen. Effekten uppnås genom hämning av såväl den snabba som den fördröjda överkänslighetsreaktionen.

## Benämning
I svenska riktlinjer publicerade år 2019 av Svenska Föreningen för Allergologi används benämningen allergen immunterapi (AIT) i enlighet med internationella konsensusdokument. Andra benämningar som har använts är allergenspecifik immunterapi (ASIT), hyposensibilisering, och specifik immunterapi.

## Historik
År 1911 publicerades en artikel i The Lancet av den brittiske läkaren Leonard Noon som beskriver den första lyckade desensibiliseringen mot hösnuva. År 1915 använde amerikanen Robert Anderson Cooke pricktest av huden för att diagnostisera allergi. År 1921 visade tyskarna Carl Prausnitz och Heinz Küstner, genom överföringstest från individer som var allergiska enligt pricktest, att det finns en faktor i serum som gör att mottagaren får en lokal allergisk reaktion mot det allergen som givaren är allergisk mot. Ämnet fick namnet "reagin" som senare, år 1966 och 1967, av japanske Kimishige Ishizaka och hans fru Teruko Ishizaka parallellt och oberoende av svenskarna S.G.O. Johansson och Hans Bennich, upptäcktes vara antikroppen IgE. År 1954 publicerade britterna William Frankland och Rosa Augustin den första dubbelblindade placebo-kontrollerade studien på allergen immunterapi.

## Typer
De två vanligaste tillvägagångssätten för AIT är subkutan immunterapi (SCIT) och sublingual immunterapi (SLIT).
Vid SCIT tillförs allergenet som injektion subkutant (under huden). Till en början ges injektionerna varje vecka under en uppdoseringstid på sju till femton veckor. När slutdosen uppnåtts sker underhållsbehandling med injektioner ungefär varannan månad. Behandlingen sträcker sig ofta över 3–5 år.
Vid SLIT tillförs allergenet i en tablett som läggs sublingualt (under tungan). Tabletten tas varje dag och behandlingen pågår i 3 år.

## Indikationer
För att immunterapin över huvud taget skall komma i fråga måste det föreligga en IgE-medierad reaktion, det vill säga positivt pricktest och/eller positivt IgE-test (RAST eller motsvarande). Det bör också finnas ett övertygande samband mellan patientens symtom och exponering för allergenet i fråga. Det finns sällan anledning att överväga immunterapi hos patienter med lindrig allergi, eftersom de flesta får god effekt av de tillgängliga läkemedlen mot hösnuva och astma. 
Man kan överväga specifik immunterapi vid medelsvår eller svår allergi  om
- patienten är känslig för sådana allergen som är svåra att undvika eller sanera bort
- patienten har dagligt medicineringsbehov under längre perioder eller under hela året
- patienten har otillräcklig effekt av farmakologisk behandling,
- patienten får biverkningar vid farmakologisk behandling. Astmasymtom stärker indikationen för immunterapi vid hösnuva. Livshotande reaktion efter bi- eller getingstick är en absolut indikation. Specifik immunterapi mot pälsdjur som patienten har i hemmet görs inte.

## Biverkningar
Eftersom man injicerar det som patienten är allergisk för, kan allergiska reaktioner uppkomma:
- Lokal inflammation vid injektionsstället
- En kraftigare lokal hudreaktion med svullnad och klåda upp till 2 dygn efter injektion
- Allmän utmattning under dagen på grund av belastningen på immunsystemet
- Nässelutslag, astma och anafylaktisk chock (mycket ovanligt numera).

Genom att man följer de riktlinjer för försiktighetsåtgärder som finns, är riskerna för patienten obetydliga.